# (2675) Tolkien
(2675) Tolkien – planetoida głównego pasa planetoid.

## Odkrycie
Została odkryta 14 kwietnia 1982 roku w Lowell Observatory przez Martina Watta. Nazwa planetoidy została nadana na cześć J.R.R. Tolkiena, brytyjskiego profesora średniowiecznej literatury i autora m.in. Władcy Pierścieni. Przed jej nadaniem planetoida nosiła oznaczenie tymczasowe (2675) 1982 GB.

## Orbita
(2675) Tolkien okrąża Słońce w ciągu 3 lat i 106 dni po orbicie z peryhelium w odległości 1,98 j.a. i aphelium 2,43 j.a., nachylonej pod kątem 2,75° do ekliptyki. Średnica szacowana jest na 42 km.